# دواتین دی.۲۱
دواتین دی. ۲۱ (به انگلیسی: Dewoitine_D.21) یک هواگرد ملخ‌پیشین تک‌موتوره از نوع هواپیمای جنگنده ساخت شرکت Dewoitine است. هواگرد دواتین دی. ۲۱ نخستین پروازش را در ۱۹۲۵ میلادی انجام داد.